# Архитектура синагог Европы

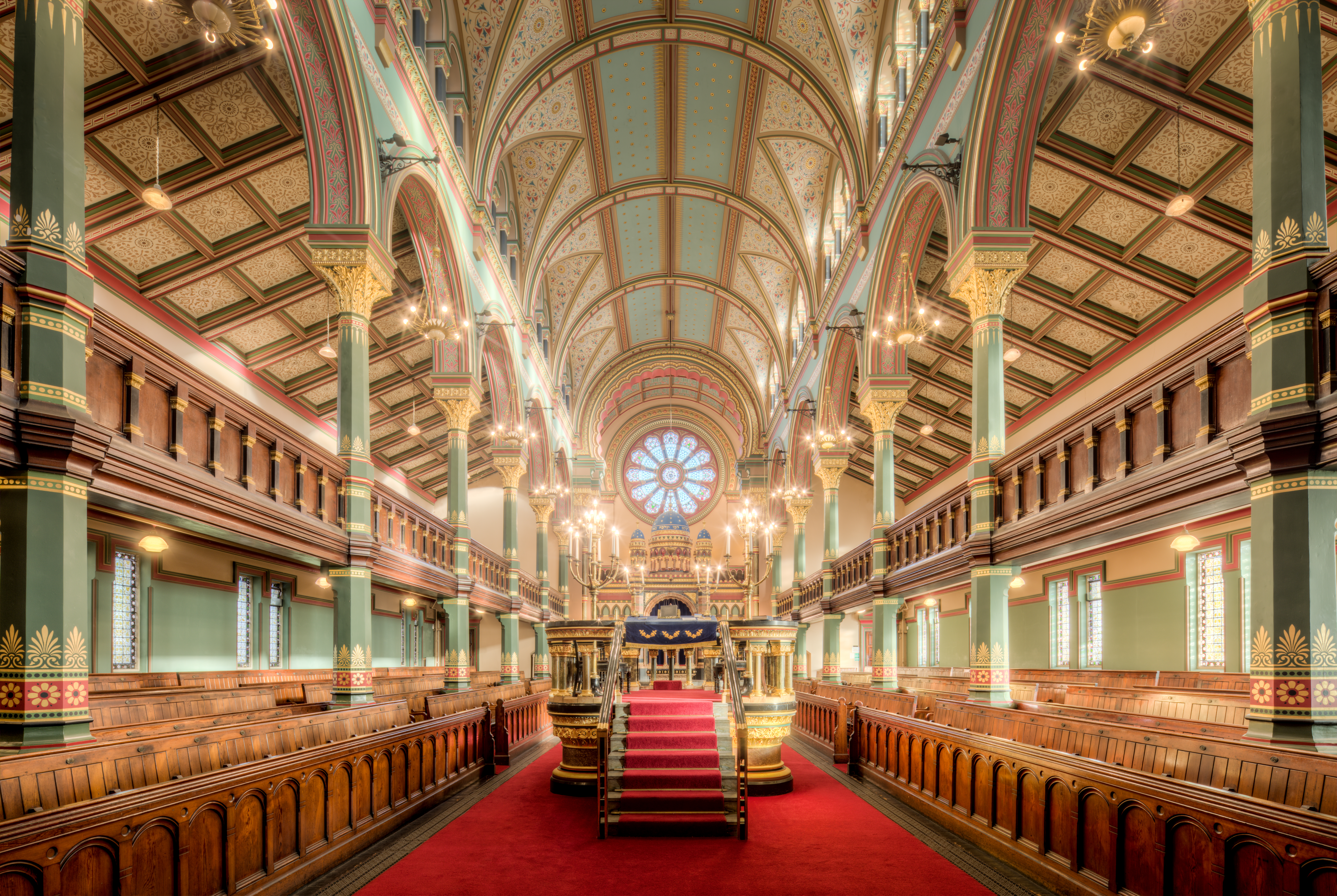
Синагога на Принсес-Роуд, Ливерпуль, Великобритания, конец XIX века

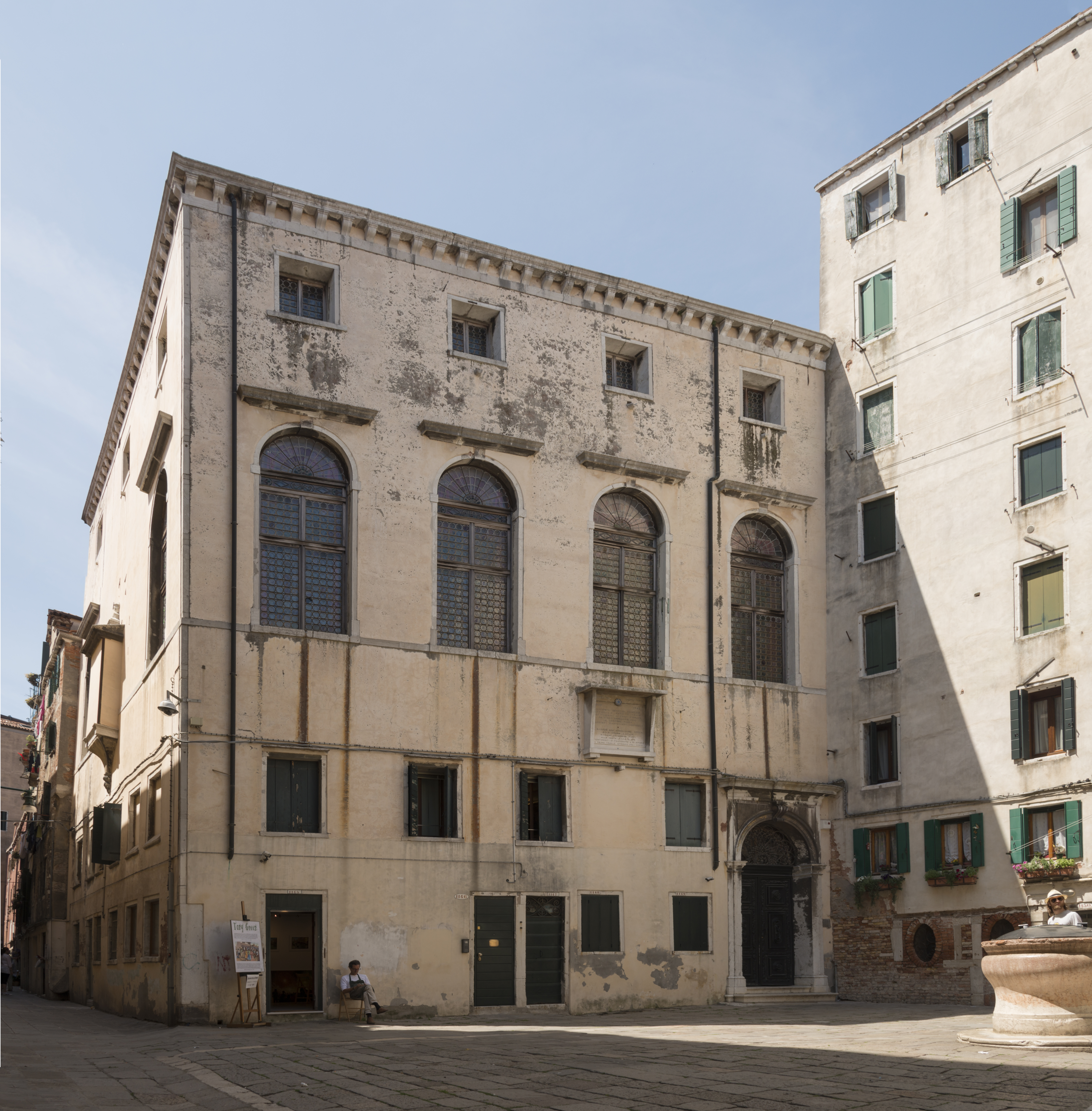
Испанская синагога в Венеции, Италия — пример «подпольной» синагоги, не имеющей никаких внешних отличительных признаков, XVI век

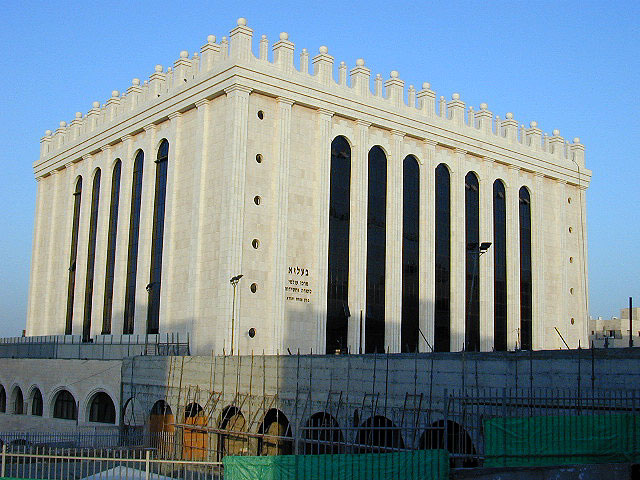
Синагога Белц-Грейт, Иерусалим, 2000 год, восточный стиль

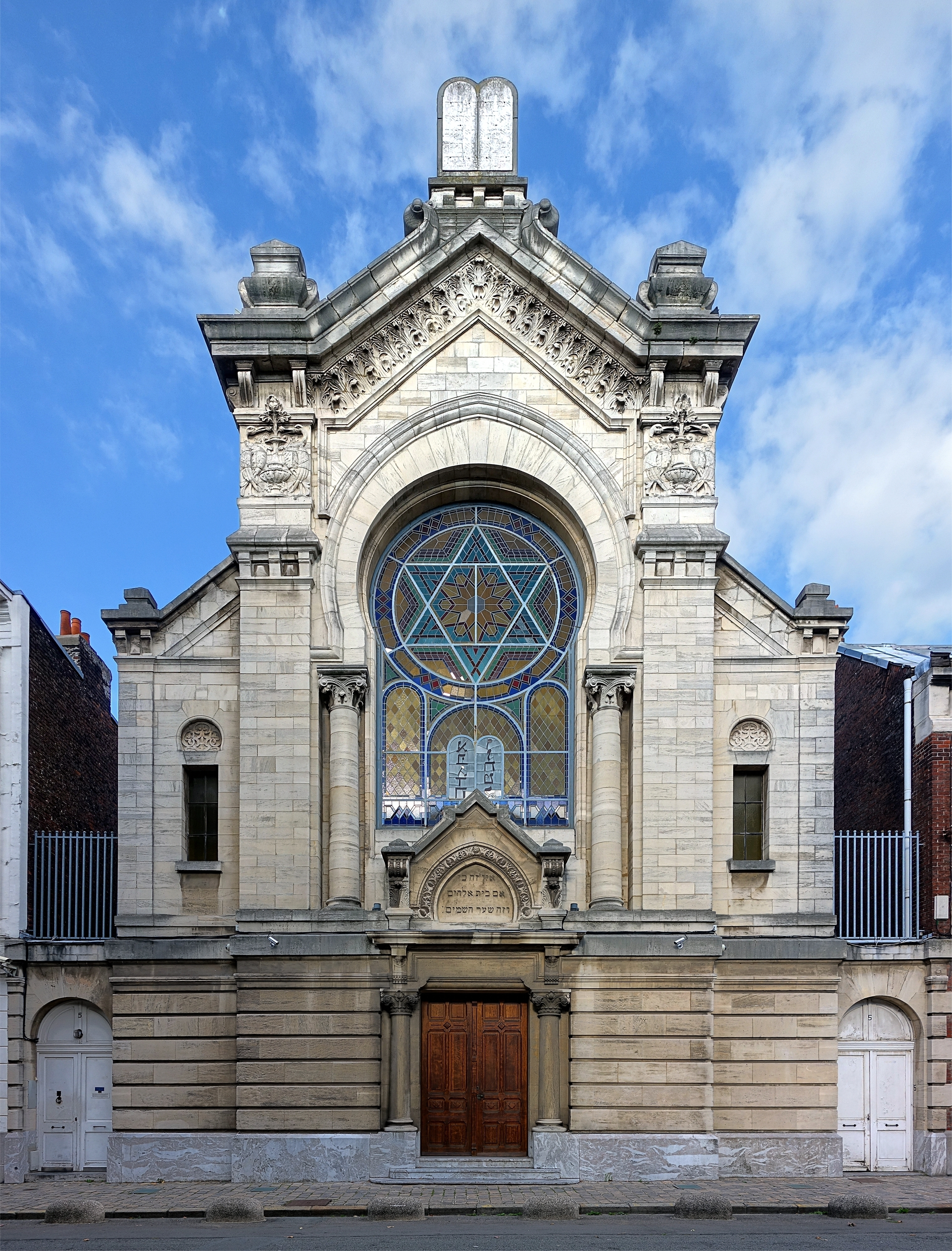
Синагога в Лилле, Франция. Эклектичный гибрид мавританской, романской архитектуры и элементов барокко

Архитектура синагог в мире характеризуется значительным разнообразием. Архитектурные формы и дизайн интерьера синагог сильно различаются в разные эпохи и в разных странах, в том числе европейских, но в основе их внутреннего устройства лежит конструкция Храма, который, в свою очередь, повторял устройство Скинии, построенной евреями в пустыне. Согласно воззрениям иудаизма, Божественное присутствие (шхину) можно найти везде, где есть миньян — община из не менее, чем десяти взрослых евреев-мужчин старше тринадцати лет и одного дня. Независимо от размера и архитектурного стиля в синагоге всегда есть ковчег, где хранятся свитки Торы, который ашкеназы называют аро́н ха-ко́деш, а сефарды — хехал.

## Планы синагог
Синагога или, если это многоцелевое здание, молитвенное святилище, как правило, спроектирована так, чтобы прихожане обращались лицом к Иерусалиму. Таким образом, святилища в западном мире обычно обращены фасадом к востоку, а к востоку от Израиля — к западу. Конгрегации святилищ в Израиле обращены к Иерусалиму. Но эта ориентация не всегда точно соблюдается и в этом случае община может стоять лицом к Иерусалиму, когда встаёт на молитву.
Стили самых ранних синагог напоминали храмы других конфессий Восточной римской империи. Синагоги Марокко украшены цветной плиткой, характерной для марокканской архитектуры. Сохранившиеся средневековые синагоги в Будапеште, Праге и Германии представляют собой типичные готические сооружения.
В силу преследования евреев, имевшего место в истории ряда стран, на строительство синагог накладывались законодательные ограничения. Это приводило к тому, что синагоги сооружались так, чтобы они не были видны с улицы (нередко — внутри существующих зданий или во внутренних дворах). И в Европе, и в мусульманском мире можно найти старые синагоги со сложной внутренней архитектурой внутри невзрачных на вид зданий.
Там, где строительство синагог было разрешено, их возводили в преобладающем архитектурном стиле того времени и места. Так, во многих европейских городах сохранились синагоги эпохи Возрождения; например, в Италии было много синагог в стиле итальянского Возрождения (Ливорно, Венеция). С наступлением эпохи барокко по всей Европе появились синагоги в стиле барокко.
Эмансипация евреев в европейских и мусульманских странах, колонизированных европейскими странами, предоставила евреям право строить большие синагоги, видимые с улиц, что привело к расцвету синагогальной архитектуры. Крупные еврейские общины в Европе, построив великолепные синагоги, хотели таким образом продемонстрировать не только своё богатство, но и свой недавно обретённый гражданский статус. В связи с этим практически в каждой стране, где были еврейские общины, имеются красивые синагоги XIX века. Большинство из них были построены в модных стилях «возрождения», таких как неоклассический, неовизантийский, неороманский, неомавританский, неоготика и неогреческий стиль. Есть синагоги в египтизирующем стиле и даже одна синагога в неомайяском стиле. Однако в период расцвета исторической архитектуры XIX и начала XX веков архитекторы большинства синагог, даже самых великолепных, не стремились придерживаться какого-либо определённого стиля, в силу чего здания имеют эклектичный характер.
В XIX веке в Европе появлялись и новые типы синагог, в частности, так называемые «хоральные» синагоги, получившие своё название из-за присутствия специального мужского хора. В связи с этим перед бимой устраивался специальный алтарь и место для кантора. Хор размещался рядом с алтарём или на специальной галерее, альмэ-мор соединялся с алтарём. В некоторых хоральных синагогах устраивались специальные кафедры для проповедника и ложи для старост (последние во время чтения Торы стоят рядом с чтецом). Для аккомпанирования во многих восточноевропейских хоральных синагогах использовался орган. В Российской империи первая хоральная синагога была открыта в 1840 году в Одессе.
Движение Хабад разработало собственный дизайн некоторых Хабад-центров как архитектурные реплики штаб-квартиры Хабада, расположенной в Нью-Йорке по адресу Восточный бульвар, 770.

## Интерьеры синагог

### Ковчег
Важнейшим элементом интерьера синагоги является синагогальный ковчег (обычно называемый арон ха-кодеш или хехал), который, как правило, отличается надлежащим декором и возвышается на платформе, к которой ведут минимум три, а нередко и большее число ступенек.
Наиболее распространённый тип интерьера синагоги включает в себя ковчег в восточной части напротив входа, с бимой или кафедрой. Положение кафедры варьируется, она может быть расположена в любой стороне от ковчега, а иногда по центру ступеней. В синагогах диаспоры ковчег всегда обращён к Земле Израиля, в Израиле — к Иерусалиму, а в самом Иерусалиме — к храмовой горе. В большинстве современных еврейских общин, находящихся к западу от Земли Израиля, ковчег стоит у восточной стены синагоги. Место у ковчега, и с ним вся восточная сторона (мизрах) считаются в синагогах самыми почётными. У ковчега молится кантор, перед ковчегом выступает с речами и раввин. Ковчег, который ранее представлял собой просто нишу в стене, впоследствии превратился в главную компоненту интерьера синагоги, окружённую колоннами, покрытую балдахином и богато украшенную.
Ковчег может быть более или менее сложным по своему устройству, может представлять собой шкаф или другое переносимое приспособление, с помощью которого Тора вносится в пространство, используемое для поклонения. Во многих синагогах принято зажигать перед ковчегом вечную лампаду (нер-тамид), символизирующую как библейскую менору и духовное сияние, исходившее из иерусалимского Храма, так и свет, излучаемый Торой. В синагоге также должен находиться стол, на котором читают Тору. Этот стол, называемый восточными ашкеназами бима, центральными и западными ашкеназами — альмэ-мор, и тебах — у сефардов, может по своей конструкции варьироваться от сложной платформы, являющейся неотъемлемой частью храма, до простого стола. В некоторых общинах, преимущественно Западной Европы, биму объединяли с ковчегом в виде часовни с крышей в форме купола с фонарём. Во многих синагогах, в основном в общинах ашкеназов, есть кафедра, обращённая к прихожанам, с которой можно обратиться к собравшимся. В синагоге обязательно должен быть амуд (на иврите — «столб» или «колонна») — стол напротив ковчега, с которого хаззан (человек, ведущий богослужение в синагоге) читает молитвы.

### Другие элементы и украшение интерьеров
В современных синагогах, помимо кабинета раввина, комнат для попечителей, хоров и помещения для органа, выделяются специальные помещения для просветительских функций; как правило, весь нижний этаж синагоги используется под классы для занятий.
Внутреннее оформление синагоги допускает относительную свободу в дизайне. В основном используется лишь несколько характерных еврейских эмблем: переплетающиеся треугольники, иудейский лев, а также изображения цветов и фруктов обычно допустимы в ортодоксальных синагогах. Нер тамид висит перед ковчегом, его постоянно горящий свет служит напоминанием о постоянно горящей меноре Храма в Иерусалиме, скрижали Завета окружают ковчег. Менору можно ставить по бокам ковчега. Иногда в дизайне синагог может использоваться шофар и даже лулав. Надписи на иврите используются редко; используются витражи, которые когда-то считались особым достоянием церкви, но фигурные предметы не используются.
В старых или ортодоксальных синагогах могут быть отдельные скамейки для мужчин с обеих сторон и женская галерея, к которой можно подняться по лестнице из внешнего вестибюля. Существует масса вариаций этого типа интерьера, так, вестибюль стал больше, а лестницы в женскую галерею были отделены от вестибюля и получили большее значение. По мере того, как здания синагог становились больше, для поддержки крыши требовались ряды колонн, но при этом форма здания сохранялась.

## Исследования архитектуры синагог
Особенности построек, исторические предпосылки создания и отражение стилей в синагогах находятся на стыке истории и архитектуры. Историк архитектуры, руководитель Центра еврейского искусства Еврейского университета Иерусалима Сергей Кравцов посвятил много работ архитектуре синагог, вопросам необходимости изучения их особенностей для понимания истории и культуры народа. В настоящее время многие исследователи (Л. Л. Смиловицкий, Мануэль Герц, К. М. Плоткин и другие) уделяют большое внимание не столько самими постройками, их феноменами, символикой и особенностями.
Большой интерес представляют исследования, в какой степени наследие евреев сохранилось в Европе, в частности, вопрос о сохранности синагог Центральной и Восточной Европы после Холокоста. Среди современных исследователей стоит упомянуть А. И. Локотко, в работе которого «Архитектура европейских синагог» анализируется история еврейского сакрального строительства с древнейших времён и до наших дней на Ближнем Востоке, в античном мире, государствах Европы, в США и Австралии. На примерах многочисленных памятников исследуется архитектура европейских синагог, и в частности Беларуси, России, Польши и Германии. Ещё одним исследователем архитектуры синагог в Европе является архитектор профессор Рудольф Клайн, один из авторов и идейных вдохновителей фотовыставки «Синагоги Центральной и Восточной Европы 1782—1944 гг.», организованной в Венгерском культурном научном и информационном центре в Москве. По мнению большинства учёных, у синагог не существует единого, всеми принятого архитектурного стиля. После эмансипации евреи испытывали потребность ярко заявить о себе окружающему миру, отсюда разнообразные эксперименты с архитектурными формами. Рудольф Клайн предлагает интересную аналогию. Если христианские здания можно сравнить с традиционным ресторанным меню, то синагоги — это «шведский стол», где архитектурные элементы разных стилей комбинируются произвольно.

## Старейшие синагоги Европы

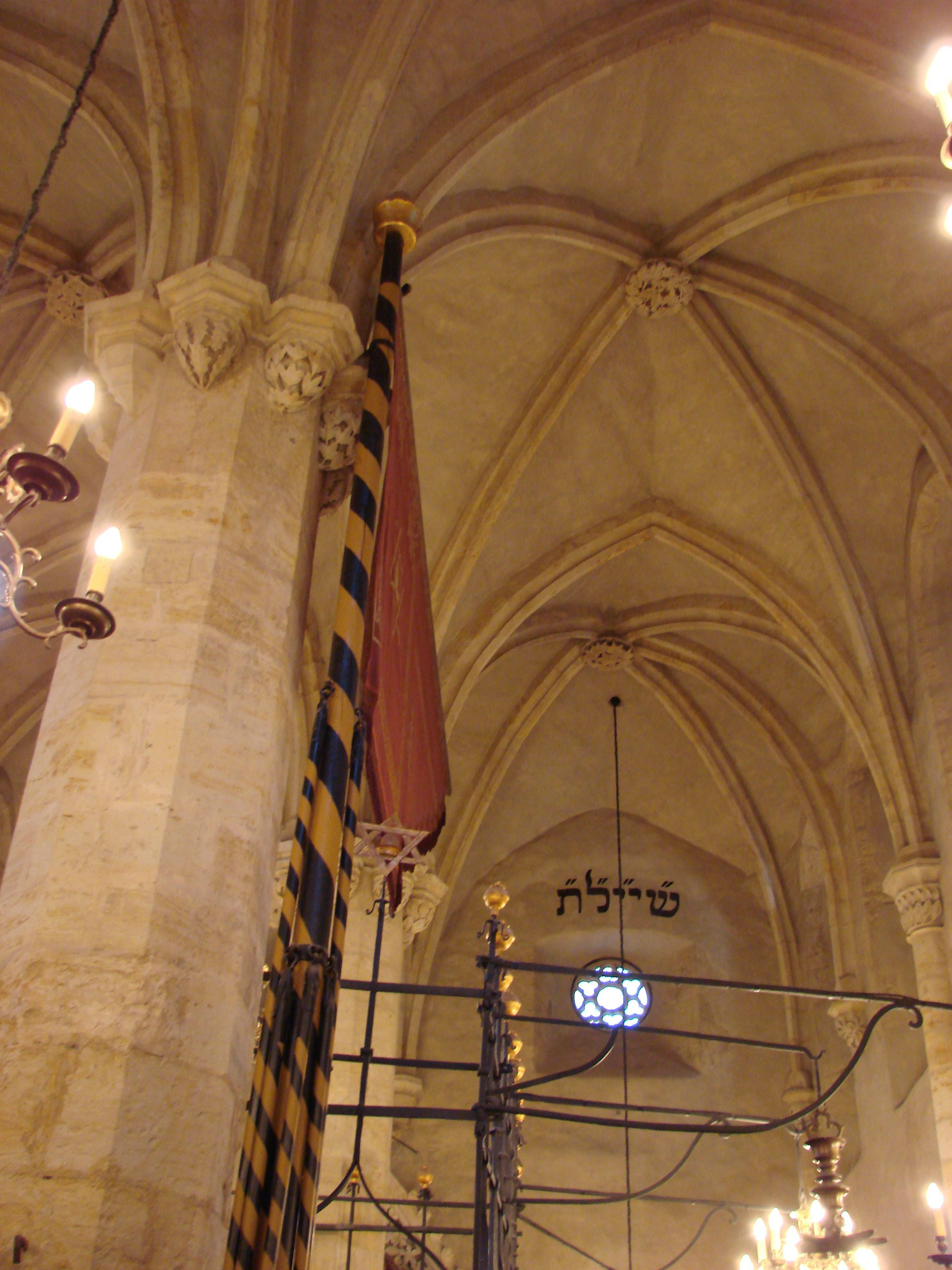
Интерьер Староновой синагоги в Праге

Самая старая по времени постройки синагога в Западной Европе, обнаруженная в результате археологических раскопок, — это Остийская синагога в древнеримском порту Остия, Италия. Нынешнее здание, от которого частично сохранились стены и колонны, датируется IV веком. Однако раскопки показали, что оно находится на месте более ранней синагоги, датируемой серединой I века н. э., то есть до разрушения Храма.
Старая синагога Барселоны — здание постройки III или IV века, его функции того времени неизвестны, в XIII веке расширено, и, возможно, с этого момента использовалось в качестве синагоги до резни евреев в Барселоне в 1391 году, затем использовалось для других целей, пока не было восстановлено и заново открыто в 1990-х годах.
Кельнская синагога в Кёльне, Германия, была раскопана в 2007—2012 году и датируется докаролингским периодом (до 780/90). Существуют убедительные доказательства, что она сооружена в начале IV века, после того император Константин в 321 году предоставил привилегию кёльнским евреям. Это было недавно подтверждено находкой миквы с дождевой водой внутри строительного комплекса, датируемой IV веком.
Старая синагога в Эрфурте, Германия, которая была частично построена около 1100 года (бо́льшая часть её построена в XIII—XIV веках), по мнению некоторых экспертов, является одним из старейших зданий синагог в Европе. Использовалась как музей еврейской истории с 2009 года.
Синагога Санта-Мария-ла-Бланка, построенная в Толедо в 1190 году, долгое время считалась старейшей сохранившейся синагогой в Европе. Она была освящена как католический храм после изгнания евреев из Испании в XV веке, но какой-либо серьёзной реконструкции не подвергалась. До настоящего времени является освящённой католической церковью, но не используется для богослужений и открыта как музей.
Старейшая действующая синагога в Европе — Староновая синагога в Праге, которая датируется XIII веком (примерно 1270 год). Здесь располагалась кафедра великого раввина Махараля, и, согласно легенде, созданный им голем спрятан в этой синагоге.
Плимутская синагога построенная в 1762 году в Плимуте, Англия, является самой старой синагогой, построенной евреями-ашкеназами в англоязычной стране.

## Галерея

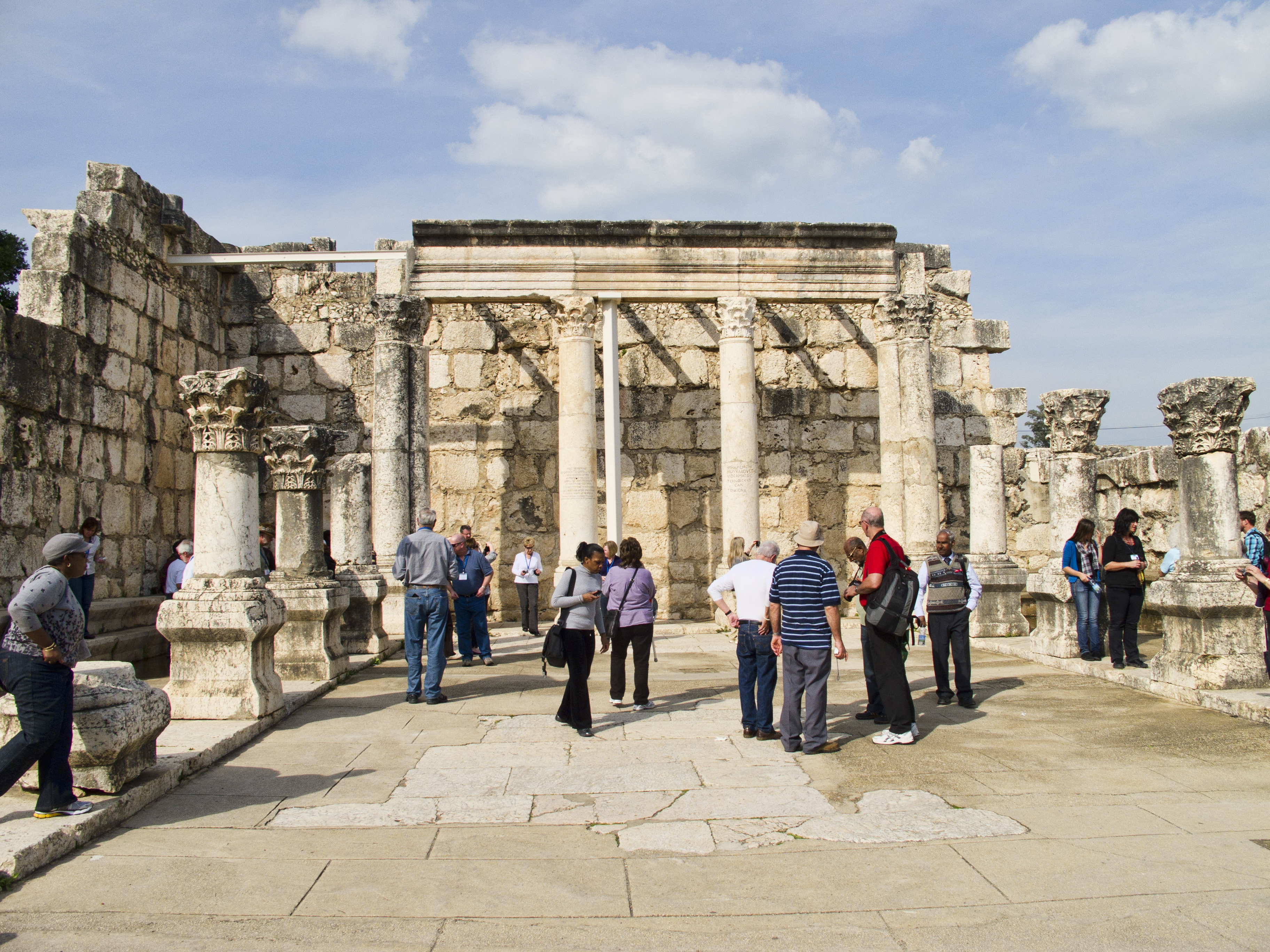
Синагога IV века, Капернаум, Израиль
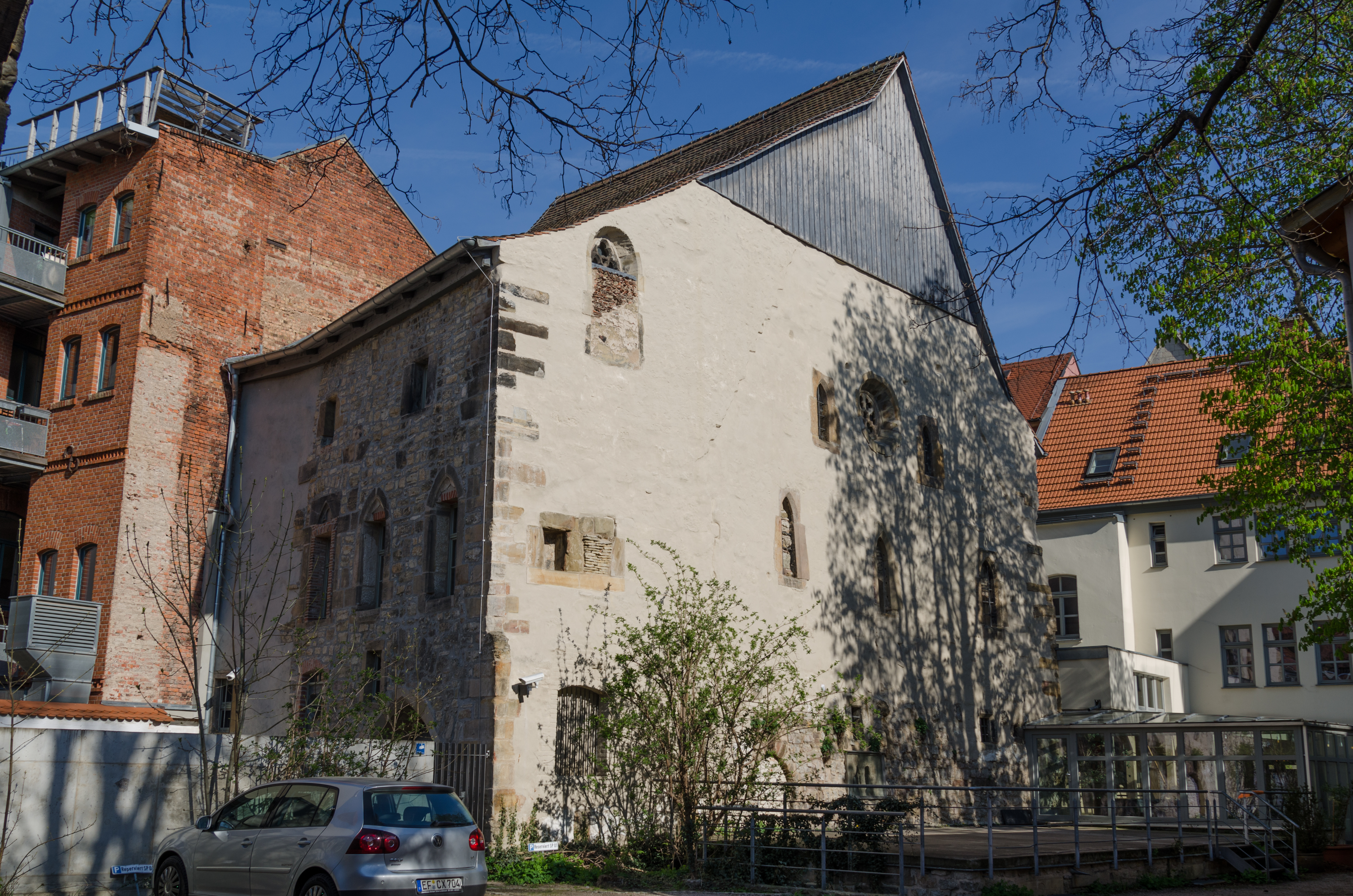
Старейшая часть Старой синагоги, Эрфурт, Германия, конец XI века
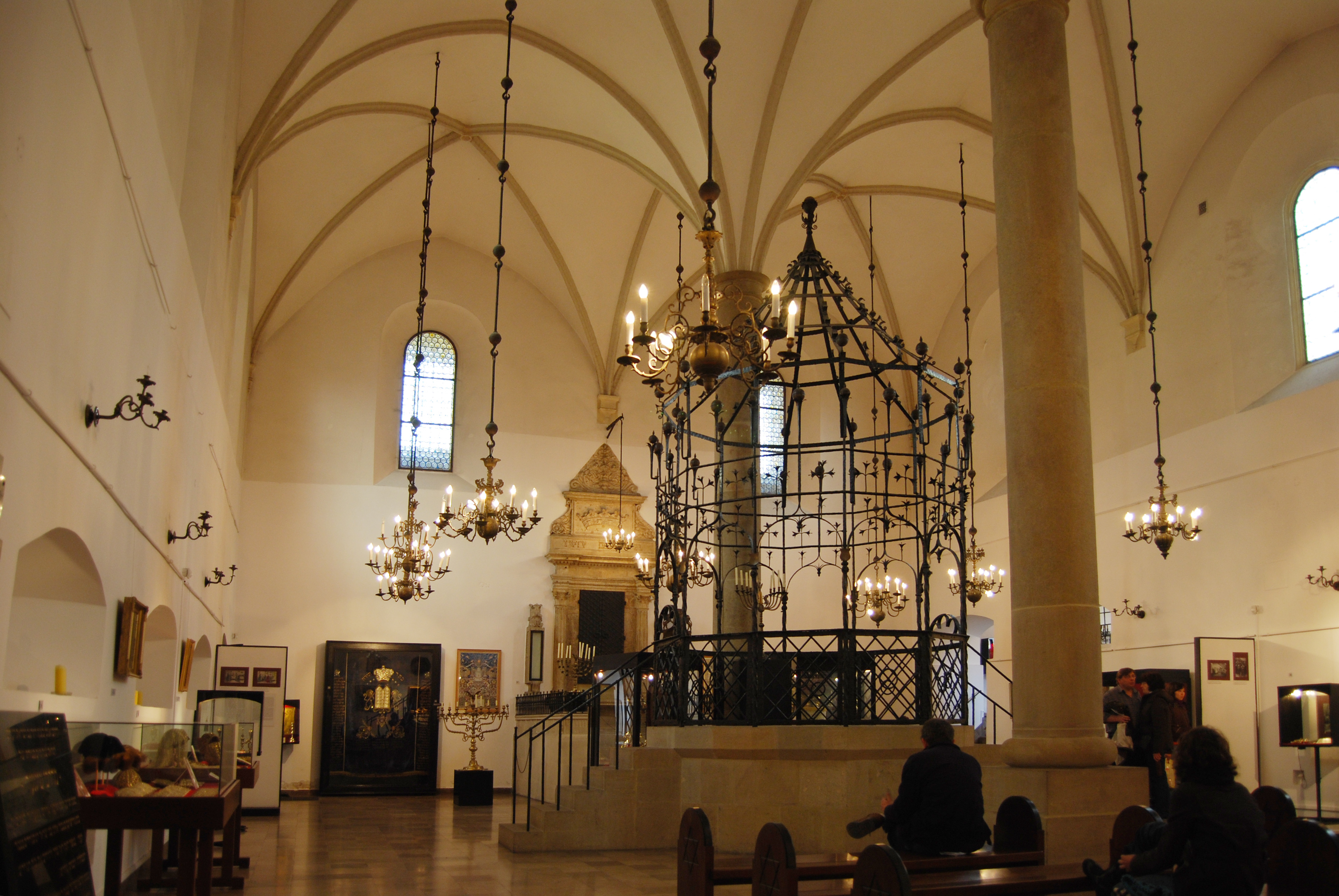
Старая синагога[англ.], Краков, Польша, XV век
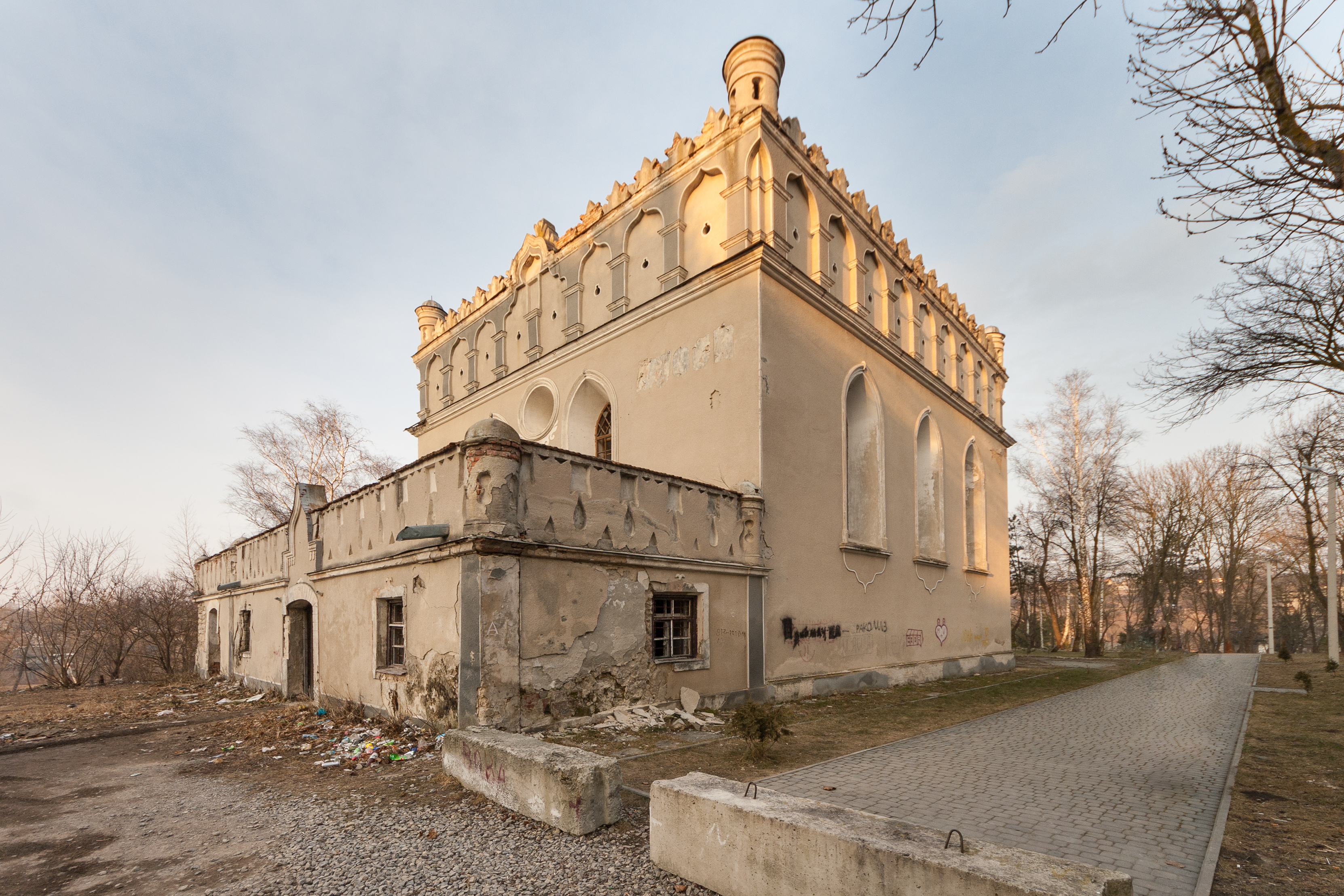
Гусятинская синагога, Гусятин, Украина, XVII век
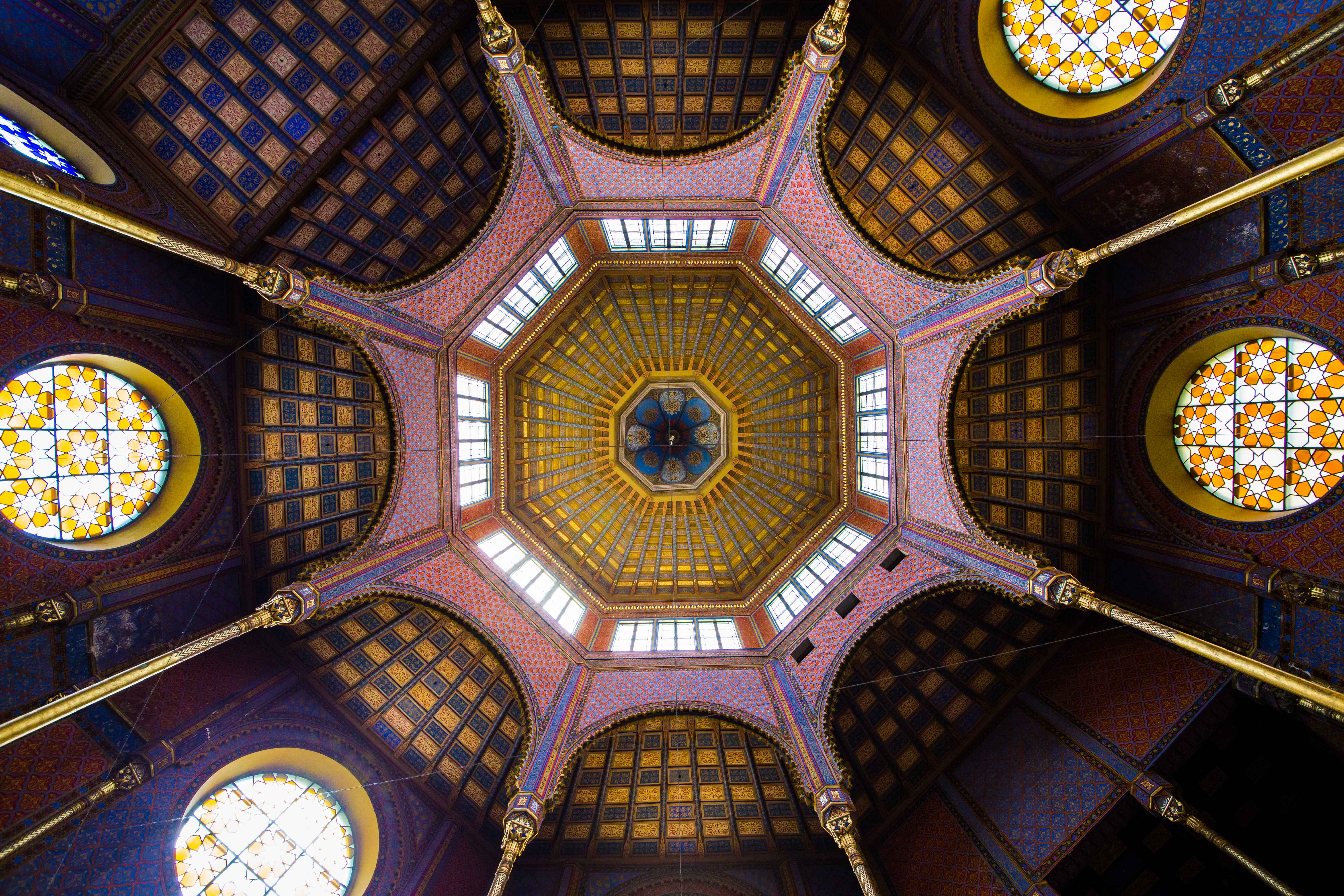
Синагога Румбах, Будапешт, Венгрия, 1869 год
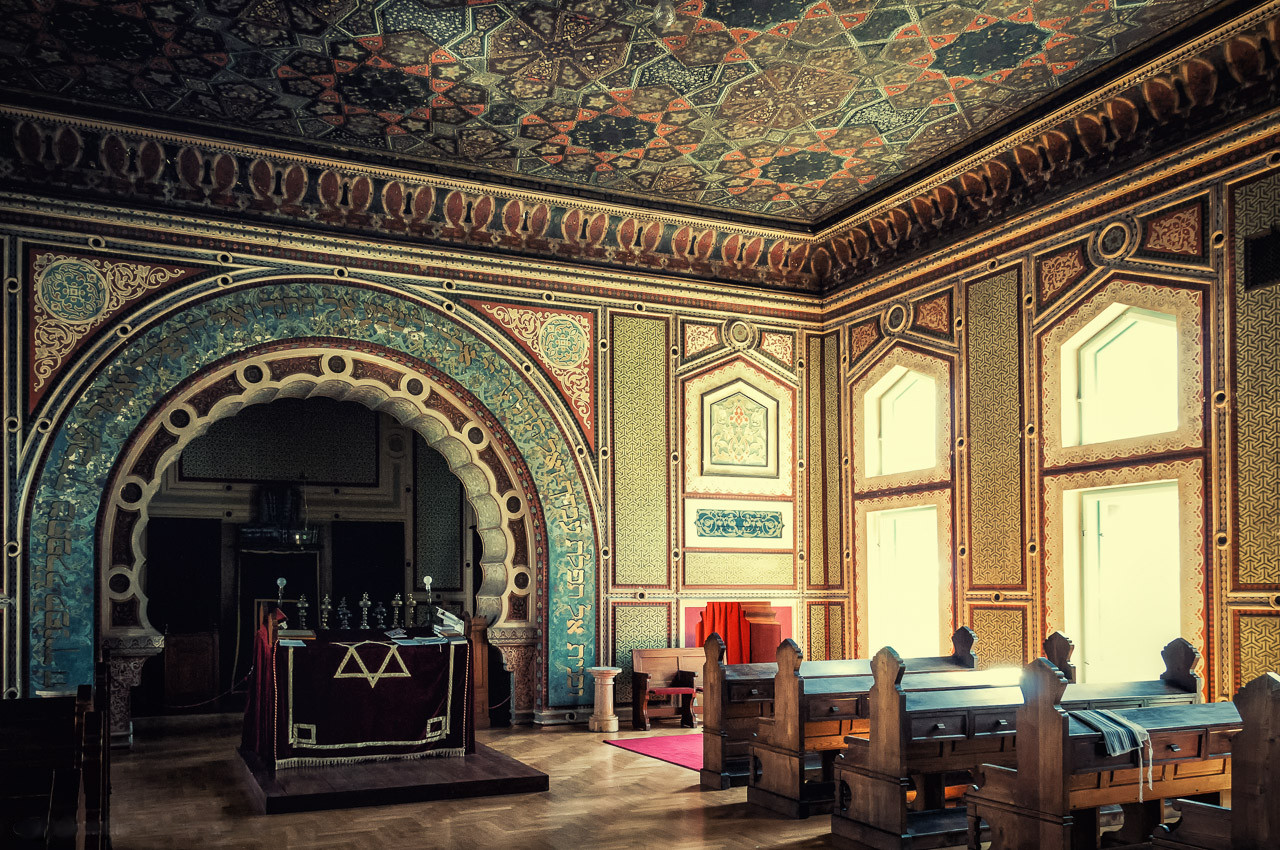
Сараевская синагога, Сараево, Босния и Герцеговина, 1902 год
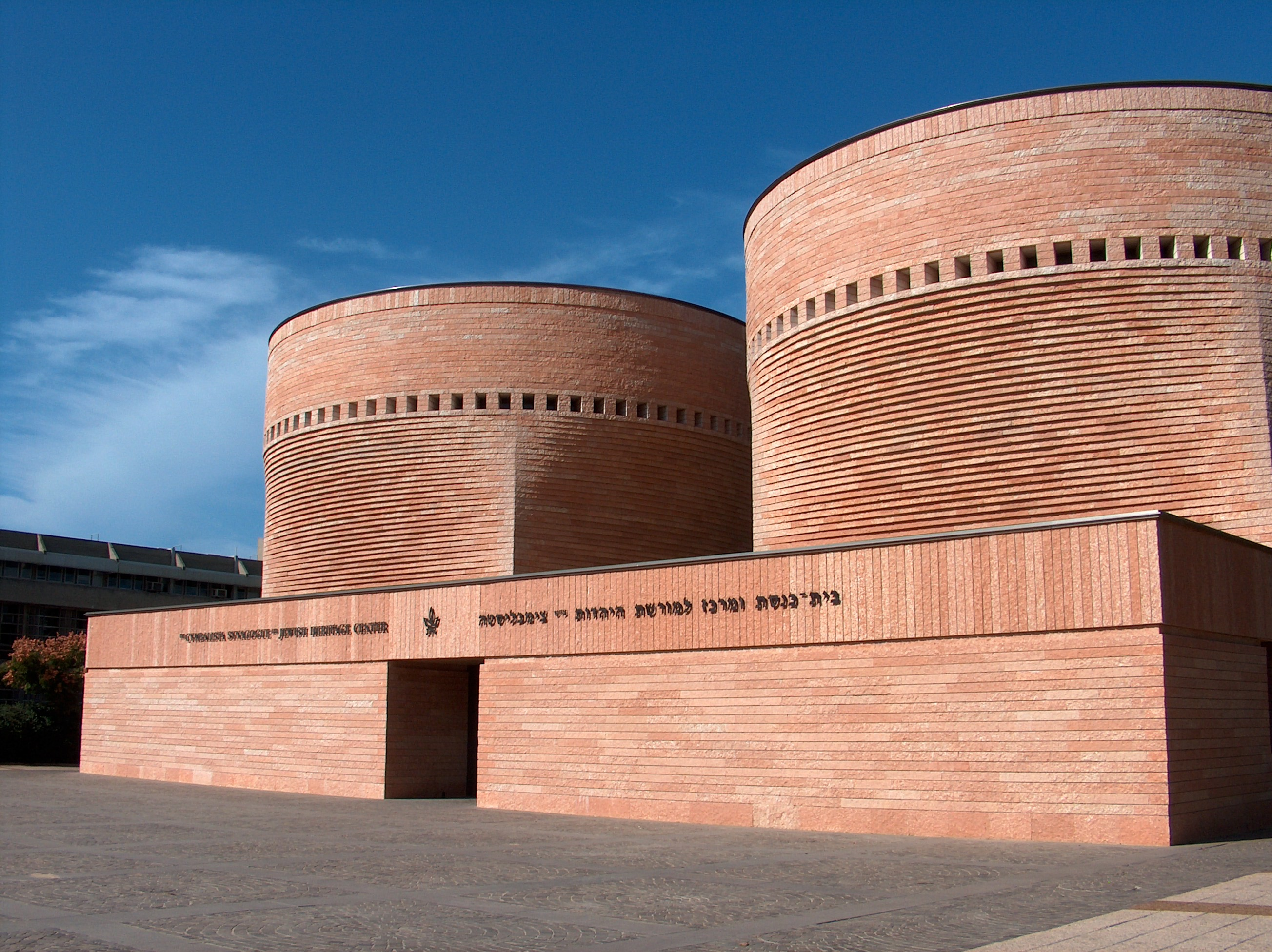
Синагога в университете Тель-Авива, архитектор М.Ботта, Тель-Авив, Израиль, 1997 год
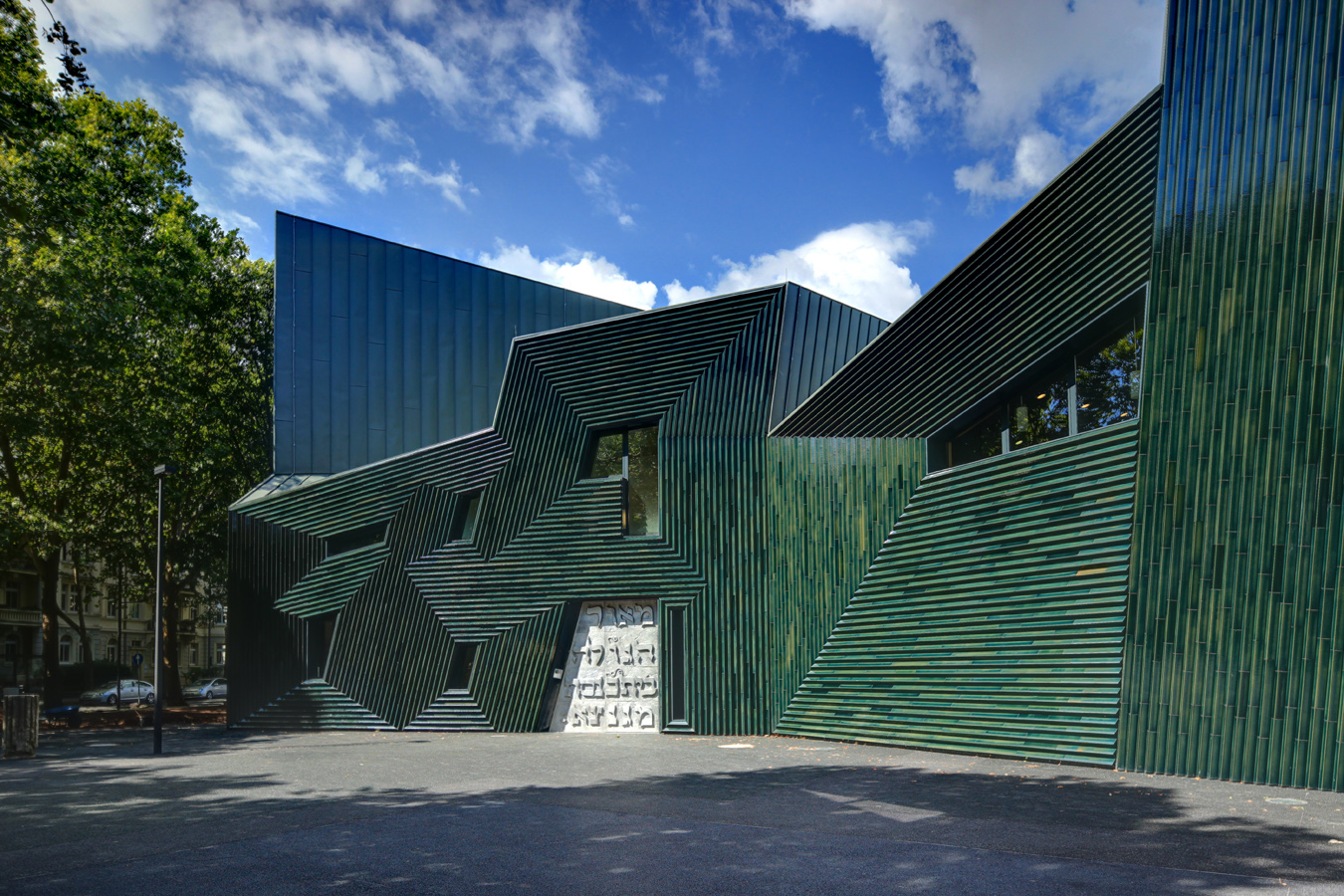
Новая синагога, Майнц, Германия, 1999 год
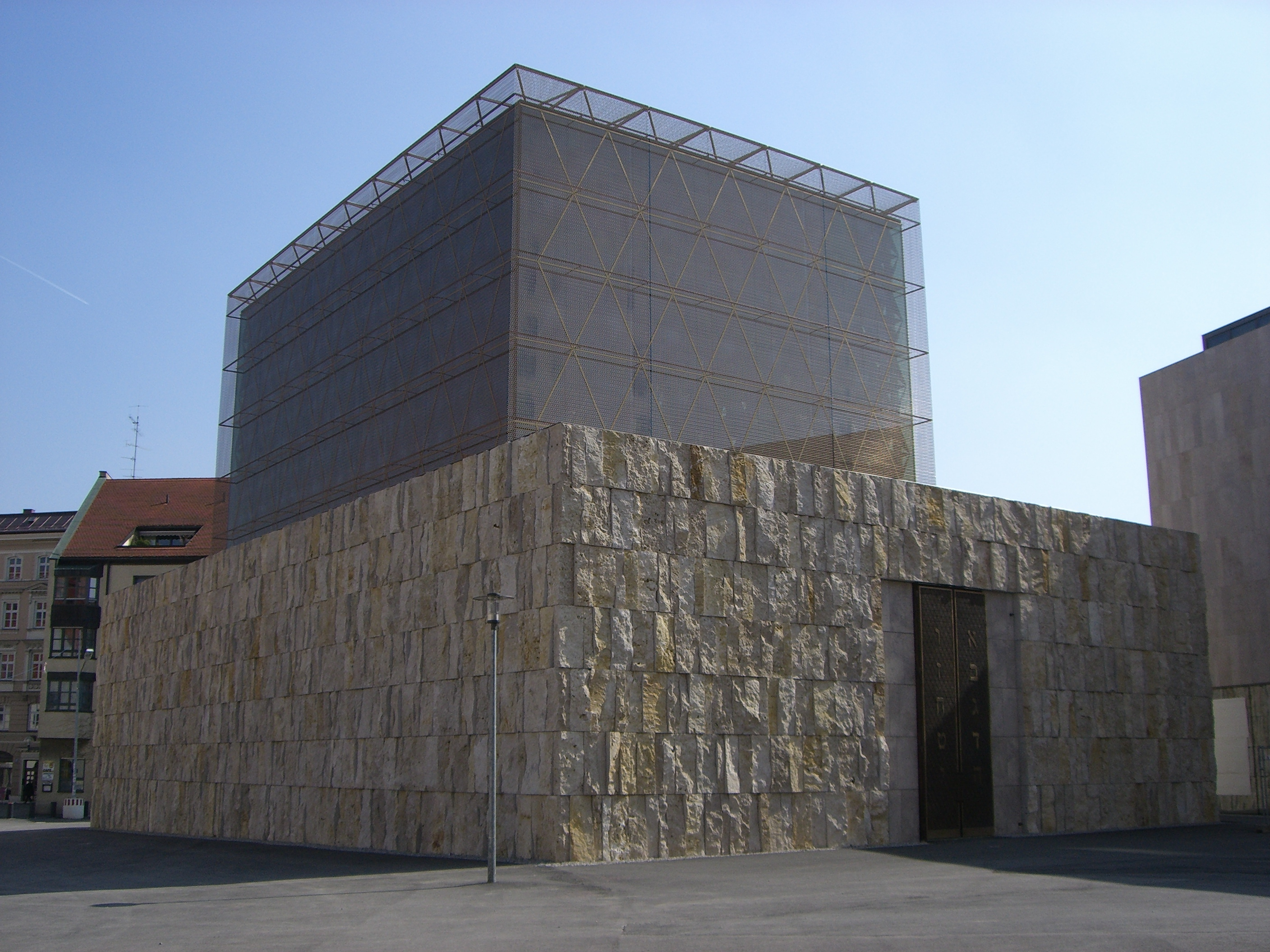
Синагога Шатёр Якова, Мюнхен, Германия, 2006 год